# Glutamin
Glutamin (Gln, Q) je neesenciální biogenní aminokyselina, jedna z 23 aminokyselin, které se při translaci zabudovávají do nově vzniklých bílkovin. Kromě své úlohy jako součást proteinů má důležitou úlohu také při detoxikaci amoniaku a udržování dusíkové rovnováhy v organismu.
Jedná se o nejvíce zastoupenou aminokyselinu v kosterním svalstvu. Dodávání glutaminu do těla v podobě doplňků stravy, je denní rutina převážně sportovců a kulturistů, glutamin [zdroj?] zlepšuje regeneraci svalových vláken, podporuje tvorbu krevního cukru - glukózy, zvyšuje imunitu a při dlouhodobém užívání působí anabolicky.

## Výskyt v přírodě
Glutamin je zcela běžnou součástí proteinů a vyskytuje se ve všech na bílkoviny bohatých potravinách, jako je červené maso, mléčné výrobky nebo luštěniny.

## Syntéza
Glutamin je neesenciální aminokyselina, která je syntetizovaná z kyseliny glutamové enzymem glutaminsyntetázou. Při reakci je hydroxyl ω-karboxylové skupiny kyseliny glutamové nahrazen aminoskupinou (tj. karboxyl nahrazen amidoskupinou), čímž dojde k fixaci amoniaku. Reakce je endergonická a vyžaduje energii v podobě ATP, nicméně celkově se nejedná o náročnou reakci a organismus je schopný pokrýt svoje nároky na glutamin i bez jeho vnějšího přísunu.

## Úloha v organismu
Při degradaci aminokyselin ve svalech procházejí tyto aminokyseliny nejprve procesem zvaným transaminace, kdy je odstraněna α-aminoskupina a amoniak je přenesen na α-ketoglutarát za vzniku L-glutamátu a L-glutaminu. Glutamin se krví dostává do střeva, kde je přeměněn na alanin, a do ledvin, kde se amoniak uvolňuje a je vyloučen. Tvorba glutaminu je také hlavním procesem, kterým se odstraňuje amoniak z tkáně mozku - při zvýšené hladině amoniaku dojde k vyčerpání glutamátu a kvůli jeho syntéze k poklesu koncentrace α-ketoglutarátu, který je složkou Krebsova cyklu - důsledkem je pokles syntézy ATP, nedostatek energie v nervové buňce a neurologické příznaky, které otravu amoniakem doprovázejí.
Při proteosyntéze je glutamin kódován RNA kodony CAA a CAG.